# Karim Younes
Karim Youssef Fadl Younis (Ara, 24 de dezembro de 1956) é um ex-prisioneiro palestino e cidadão árabe de Israel, natural da vila de Ara, localizada no distrito de Haifa. O exército israelense o capturou enquanto ele estava na escola em 1º de junho de 1983 e o libertou em 5 de janeiro de 2023. Antes de sua libertação, ele era considerado o cidadão árabe-israelense mais velho em prisões e centros de detenção israelenses. Foi libertado após o fim de sua sentença de 40 anos em prisões.
Sua prisão foi seguida por acusações de posse de armas proibidas e contrabando para a resistência palestina, pertencendo a uma organização proibida (movimento Fatah) e assassinato do soldado israelense Avraham Bromberg nas colinas de Golã. Ele foi primeiro julgado à morte por enforcamento, mas sua sentença foi posteriormente comutada para prisão perpétua por um período aberto, depois fixada como uma sentença de quarenta anos.
Refira-se que as autoridades israelitas se recusavam a o libertar sob o pretexto de ser cidadão israelense, uma vez que não foi incluído nos acordos de troca de prisioneiros com o lado palestiniano. Ele estava na prisão de Hadarim, ao norte de Telavive, e deixado em um ponto de ônibus em Ra'anana no dia de sua libertação.

## Falecimento de seus familiares
Em 5 de maio de 2022, a mãe do preso, Karim Younes, morreu depois de esperar 40 anos por sua libertação. Vale ressaltar que seu pai morreu 10 anos antes da data de sua libertação.